# Успение Богородично (Враца)
Вижте пояснителната страница за други значения на Успение Богородично.
„Успение Богородично“ е християнска църква във Враца, България, част от Никополската епархия на Римокатолическата църква. Църквата е енорийски храм.

## История на енорията
Католическата общност във Враца се формира с урбанизацията и индустриализацията на България през 60-70-те години на XX век. Тогава в града се заселват католици от село Бърдарски геран и други католически села от Плевенския край.
Енорията е създадена на 31 май 2014 г. и за миряните в нея се грижи отец Койчо Димов.
На 15 август 2019 г. отец Койчо Димов отслужи благослов на строителния обект на храмa и строителите от нова фирма, изпълнител на обекта. Енорийският празник на енорията е отбелязан два дена по-късно с тържествена литургия, председателствана от монсеньор Страхил Каваленов. На литургията, отслужена във временния параклис, намиращ се в Дома на техниката във Враца, на отец Койчо Декрета е връчено назначението му за енорийски свещеник на енорията.

## Енористи
- отец Койчо Димов (2014-)

## История на храма
На 31 май 2014 г. на тържествено богослужение, епископ Петко Христов освети основния камък на църквата. Камъкът е част от градежа на разрушената по време на бомбардировките през Втората световна война католическа църква „Свети Йосиф“ в София. Благодарствено слово и молитва произнесе отец Койчо Димов - енорийски свещеник на църква „Свети Йосиф“ в Бърдарски геран.
Проектът е разработен от архитектите Александър Генчев и Иглика Люцканова. Храмът е в характерен за католицизма готически стил, като класическите форми са стилизирани през призмата на съвременната естетика. Външната облицовка се предвижда да бъде от видима червена тухла. В интериора подовите настилки ще са от гранитни плочи и мраморни мозайки. Каменни декоративни фризове ще оформят арките на прозорците. В стъклопакетите на прозорците ще бъдат вградени стъклописи.
Застроената площ на църквата е 280 кв. м., а общата разгъната площ е 518 кв. м. В централната кула са разположени пет нива. На партерното ниво е централно фоайе, помещение за продажба на свещи, изповедалня, сервизни помещения, тоалетни и стълбищна клетка. На второ ниво е разположен балкон с поглед към залата, тоалетен възел и склад. На трето ниво е разположен апартамент за енорийския свещеник. На четвърто ниво са разположени две стаи за гости с малка кухня и място за хранене и общ санитарен възел. На последно ниво са разположени камбаните.
Основната зала на църквата е еднокорабна, с площ от 220 кв. м и е предвидена за около 100 души. Залата е проектирана според съвременните изисквания за акустичен комфорт, което ще позволи провеждането на различни видове концерти, рецитали и др. културни мероприятия. Зад олтара е разположена малка зала за 14 души, за богослужение, неделно училище и провеждане на богословски занимания.
Кръстът с разпятието, олтарът и амвонът, които бяха използвани при литургията на папа Франциск в София по време на неговото Апостолическото поклонничество през май 2019 г. са дарени за храма.
Храмов празник – 15 август (предполагаем).